# Sympherta ullrichi
Sympherta ullrichi är en stekelart som först beskrevs av Tschek 1869.  Sympherta ullrichi ingår i släktet Sympherta och familjen brokparasitsteklar. Arten är reproducerande i Sverige. Inga underarter finns listade i Catalogue of Life.